# Mikhaïl Loris-Melikov
Le comte Mikhaïl Tarielovitch Loris-Melikov (en arménien : կոմս Միքայել Տարիելի Լորիս-Մելիքով ; en russe : граф Михаил Тариелович Лорис-Меликов) est un homme d'État et un militaire russe, né le 21 octobre 1824 (2 novembre dans le calendrier grégorien) à Tiflis, aujourd'hui Tbilissi (Géorgie), et mort le 24 décembre 1888 à Nice (France).
Homme politique et militaire russe, il fut gouverneur de Kharkov (1877) et ministre de l'Intérieur de 1880 à 1881.

## Biographie
Fils d'un marchand arménien, Mikhaïl Loris-Melikov suivit ses études à Saint-Pétersbourg, d'abord à l'Institut Lazarev des langues orientales, puis à l'institut des Cadets de la Garde. Il entra ensuite dans un régiment de hussards et fut envoyé dans le Caucase quatre ans plus tard (1847). Il y resta plus de vingt ans, y gagnant, pendant une époque troublée, la réputation d'un officier de cavalerie distingué et d'un administrateur capable. Il dirigea ainsi l'oblast du Terek de 1865 à 1875. Bien que militaire dans l'âme, il cherchait toujours à préparer les populations belliqueuses et turbulentes dont il avait la charge à la transition vers une administration civile normale. Dans cette tâche, son arme favorite était le maître d'école.
Pendant la guerre russo-turque de 1877-1878, il commanda un « corps d'armée » sur la frontière avec l'Empire ottoman. Après la prise de la forteresse d'Ardahan, il fut repoussé par Moukhtar Pacha à Zevin, mais réussit finalement à vaincre son adversaire à Aladji, prit d'assaut Kars et assiégea Erzeroum. Pour ces services, il reçut le titre de comte. Il fut récompensé par l'Ordre impérial et militaire de Saint-Georges de deuxième classe, le 27 octobre 1877, pour son commandement à Aladji.
L'année suivante, Loris-Melikov devint temporairement gouverneur général de la région de la Basse-Volga pour lutter contre une épidémie de peste. Les mesures prises s'avérèrent si efficaces qu'il fut transféré en Russie centrale pour combattre les nihilistes et les anarchistes, qui avaient adopté une politique de terrorisme et avait réussi à assassiner le gouverneur de Kharkov.
Ses succès dans cette lutte conduisirent à sa nomination comme chef de la Commission exécutive suprême — créée à Saint-Pétersbourg après la tentative d'assassinat du tsar en février 1880 — pour faire face à l'agitation révolutionnaire. Comme dans le Caucase, il resta résolument attaché à l'emploi des méthodes ordinaires plutôt que de mesures exceptionnelles extra-judiciaires.
Une tentative d'attentat sur sa vie le 20 février 1880, peu après sa prise de fonction, ne remit pas en cause ses convictions. À son avis, la meilleure politique consistait à s'attaquer à la racine du mal, en supprimant les causes de mécontentement populaire et, à cette fin, il recommanda au tsar Alexandre II un vaste programme de réformes administratives et économiques. Le tsar, qui commençait à douter de l'efficacité des méthodes de répression policière employées jusque-là, prêta l'oreille à la suggestion et lorsque la Haute Commission fut dissoute, 6 août 1880, il nomma le comte Loris-Melikov ministre de l'Intérieur, avec des pouvoirs exceptionnels.
Le programme de réformes proposé fut immédiatement mis en chantier, mais jamais mené à son terme. Le 13 mars 1881, l'empereur signa un oukase créant plusieurs commissions, composées de fonctionnaires et d'éminentes personnalités privées, qui devaient préparer les réformes dans divers secteurs. Or, le jour-même il fut assassiné par des conspirateurs nihilistes.
Son successeur, Alexandre III, adopta aussitôt une politique réactionnaire qui débuta avec la publication du Manifeste du 29 avril 1881. Le comte Loris-Melikov ne démissionna pas immédiatement, mais le nouvel empereur commença à annuler certaines réformes que son père, Alexandre II, avait promulguées. Le comte Loris-Melikov démissionna quelques mois plus tard (4 mai 1881) et vécut retiré de la vie publique jusqu'à sa mort, qui eut lieu à Nice, le 22 décembre 1888.
Le 4 mai 1881, le comte Nicolas Ignatiev lui succéda au ministère de l'Intérieur.

## Décorations
- Ordre de Saint-André
- Ordre de Saint-Georges
- Ordre de Saint-Vladimir
- Ordre de Saint-Alexandre Nevski
- Ordre de l’Aigle Blanc
- Ordre de Sainte-Anne
- Ordre de Saint-Stanislas